# 馬鳴山燕霧堡會戰
馬鳴山燕霧堡會戰，戴潮春事件系列戰役之一，發生於臺灣清領時期同治元年（1862年）農曆六月十三日至廿三日之戰役，天地會反官軍駐紮馬鳴山，並以紅旗為幟，與揮舞白旗的民間團練以及清軍交戰，會戰地點遍布馬鳴山、埔姜崙、秀水庄、荊桐腳、口庄等，此戰役落幕後，紅軍與白軍暫以白沙坑庄（今彰化縣花壇鄉）為南北界線。

## 背景
清朝官軍因長期在臺灣駐軍短少、戰力低落 ，鎮壓民亂成敗仰賴地方團練支持與否:101-103；同治元年（1862年）春，戴潮春偕天地會在大墩一帶倡亂，吸引不少地方團練支持反抗軍，導致臺灣道道員孔昭慈、淡水同知秋曰覲接連殉難，天地會反抗軍更在農曆三月二十日佔領彰化縣城，反抗官方勢力一時蔓延臺灣中路，截至同年五月之前，臺灣接連爆發阿罩霧攻防戰、鹿港聯庄戰役、嘉義圍城等戰事不休，閩浙總督慶瑞遂派曾玉明來臺平亂，曾玉明在五月十三日抵達臺灣。

### 曾玉明來臺
曾玉明時任福寧鎮總兵，原在閩、浙一帶處理太平天國軍務。:123曾玉明在咸豐11年（1861年）調升福寧總兵之前，原在彰化縣城擔任臺灣北路協副將（副總兵官），當時天地會首領戴潮春亦在北路協擔任稿識，當過曾玉明屬下；而反抗軍另外一名首領林日成，因林家前厝、後厝曾爆發械鬥之爭，曾玉明負責出面調解，所以曾玉明和林日成也是舊識。
同治元年（1862年）農曆五月十三日，曾玉明率 600 兵勇抵達鹿港，正式督辦鹿港防務。根據奏章紀錄，原護理福建陸路提督石棟是派撥 1000 名「水陸精兵」隨曾玉明赴臺，但實際上僅 600 名兵員，而且並非曾玉明所熟悉的臺勇，兵源乃由石棟提供，而曾玉明也收到新任福建巡撫徐宗幹的指示，他來臺任務是「意在剿撫兼施，帶兵勇無多。」於是曾玉明工作也以策反、離間天地會部眾為主。根據臺灣學者柯志明《熟番與奸民．下冊》一書中，敘述曾玉明來臺之後，幾乎僅守鹿港一方之地，少見戰功，被清末鄉紳林豪不時批評，吳德功亦評價不高，但柯志明卻認為曾玉明在僅有 600 兵員的條件下，能堅守一方，並多方彙整戰場狀況反應予朝廷，更與民間各路村莊建立聯絡管道，實屬不易。:843-846
曾玉明早於戴、林作亂期間，便曾寫私信予戴潮春、林日成，希望二人能深明大義，接受官軍招撫。（給予戴潮春的信是寫戴希望討伐林日成以請賞、寄予林日成的信件則是林日成藉由擊殺戴潮春來獻功。）
相傳林日成得曾玉明手書之後，隱隱心動，便和因大墩烏日庄之役落敗而囚居四塊厝的林得成（時任臺灣北路協副將）商議，林得成力勸林日成接受招降，林日成尚在猶豫，忽然收到戴潮春寄來的黃馬褂、劍印和令旗來府，林日成遂率領五百親兵赴往戴潮春所在的彰化縣城，與戴潮春會談；會晤中，謀士江有仁對林日成提出建言：「天下十八省，已有十三省倡亂，官兵實在不足畏懼。」林日成遂銳意謀反，並要求其黨羽刺字於面，以示反清決心，林得成眼見苦勸無望，於五月間伏劍自殺。

### 戴潮春南下
林得成自盡後，林日成自鑄銀章虎狃印，戴潮春亦鑄銅章獅狃印，林日成審度時情，便對戴潮春說道：「自古帝王皆是南征北討，現在鹿港有二十四庄泉人不服，南方尚有林向榮（時任臺灣鎮總兵）盤據嘉義縣，我們若安守彰化縣城，如何能建功立業？」戴潮春鑒於林日成兵力強盛，只得讓出彰化縣城，自己率眾返回故居（拺東四張犁）。林日成趁此時入駐臺灣北路協鎮公署，自稱「千歲」（亦載「大元帥」），大封親族好友為官，任命江有仁為軍師，並封各地土豪為「將軍」、北勢湳洪欉更為「元帥」，戍守四方。
嗣後，戴潮春有感被林日成藐視，頗為忿然，問計曾於彰化縣縣府衙門擔任書辦的莊天賜，莊天賜建議戴潮春，我軍應南下進軍，先取斗六、後圖府城，並檄召林日成，進攻大甲、以窺淡水。林日成同意此議，五月間發動大甲戰役。
戴潮春自披黃袍，拜莊天賜為丞相，亦離開四張犁，赴往南北投（今南投市、草屯鎮）、沙仔崙（今田中鎮）和水沙連等處，派送糧餉攏絡，亦授予各處土豪「將軍」、「都督」等銜，並獲得水沙連劉三均（劉參筋）、牛朝山（今民雄鄉）嚴辦、石榴班庄（今斗六市）張竅喙、柳仔林庄（今水上鄉）黃豬羔、水堀頭庄（今水上鄉）黃豬等股首舉起紅旗響應，一時之間，反抗軍聲勢極為浩大。

## 曾玉明備戰
同治元年（1862年）農曆五月十三日，曾玉明抵達鹿港，要求前彰化知縣高廷鏡續辦彰化縣事務，同時接見各處鄉紳，期招兵買馬，以備戰務。當時臺灣中路被反抗軍盤據、陸路運輸受阻，臺灣府與鹿港往來僅能依靠水路，洪毓琛乃派員循水路接濟曾玉明，並函飭鹿港鹽館，盡數提撥鹽款予曾玉明，供其所用。此外，亦有鹿港舉人蔡德芳、貢生林清源支援官軍，鄉紳蔡媽胡辦理總局，抽厘金贊助軍餉。
五月間，北有大甲戰役、南有嘉義圍城，曾玉明鑒於秋曰覲輕出戰死之故，亦未敢輕出鹿港；當時事態未明，人心未定，各路村莊有從賊或從官皆有。有義首李章慈提拿白旗，約同打鐵山李利攻打詔安厝（位於鹿港鎮海埔厝:122-123），意圖奪回彰化縣城，卻被彰化縣城部眾知悉，出擊攻打李章慈、李利，此役李章慈陣亡、李利逃返打鐵山（鹿港鎮）。
曾玉明本籍泉州，與鹿港本庄諸勇多為同籍貫，亦以和美線庄沿海、燕霧二十四庄等泉籍村莊為招募對象，獲得陳捷魁（燕霧二十四庄大總理，茄苳腳人）、廩生李華文、生員陳宗庭、嘉寶潭職員陳耀（鹿港舉人陳宗潢之子）響應，親赴鹿港大營領取「義民」白旗。原天地會降清成員葉虎鞭、陳大戇則奉曾玉明命令，其部眾留守鹿港。
六月初八日，臺灣鎮總兵林向榮解嘉義縣城之圍，因燕霧二十庄同意附官，並提供鉛彈、火藥等武器運往鹿港，卻屢遭馬鳴山、山寮等賊軍在大崙截搶，曾玉明遂調葉虎鞭、陳大戇引兵紮營秀水庄。

## 交戰過程

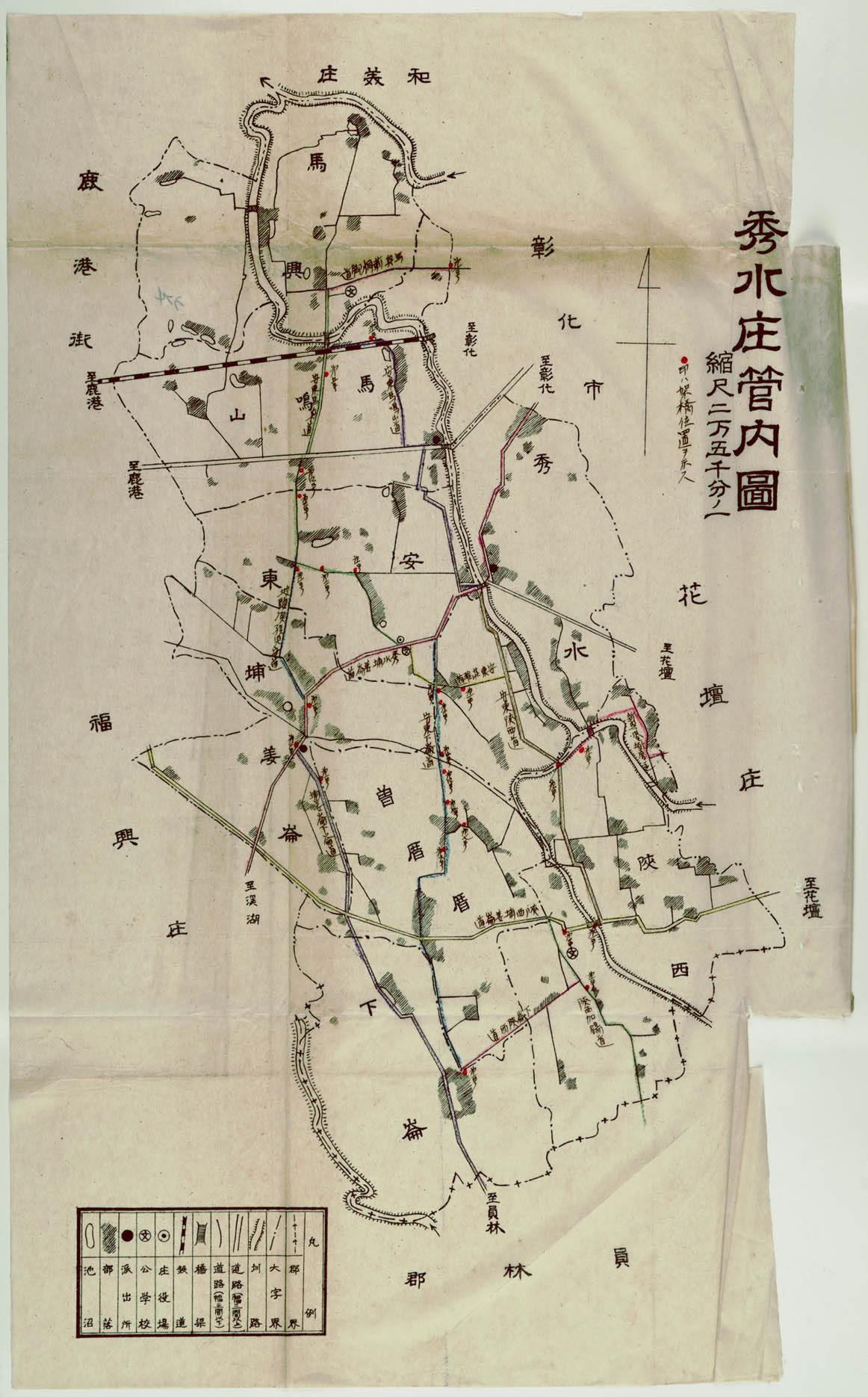
1935年繪製，彰化郡秀水庄地圖。

### 第一階段
同治元年（1862年）六月十三日，曾玉明下屬金門水師左營守備黃炳南率領水師 400 人，以及葉虎鞭、陳大戇臺勇 1000 人，連破馬鳴山、後湳、馬芝遴、菁埔仔四庄。六月十七日，天地會反抗軍進攻頂番婆庄（今鹿港鎮），黃炳南自率中隊，以都司胡松齡、游擊游紹芳為左師，臺勇葉虎鞭、陳大戇為右翼，三路再攻馬鳴山四庄。此次進犯頂番婆庄反抗軍，菁埔仔王姓大族為四庄聯軍主幹，王家諸軍聞四庄被攻，立時退兵，但曾玉明已下令焚毀當地房舍、四庄被夷為平地，庄中男婦老幼悉數啼哭逃生，反抗軍亦撤退至彰化縣城西南方，在十四甲（今秀水鄉:123）、後港仔、莿桐腳（今彰化市:124）等地屯軍。吳德功書記載此役陳大戇之妻蔡員亦有上陣督戰，被曾玉明誇耀為女孫吳。

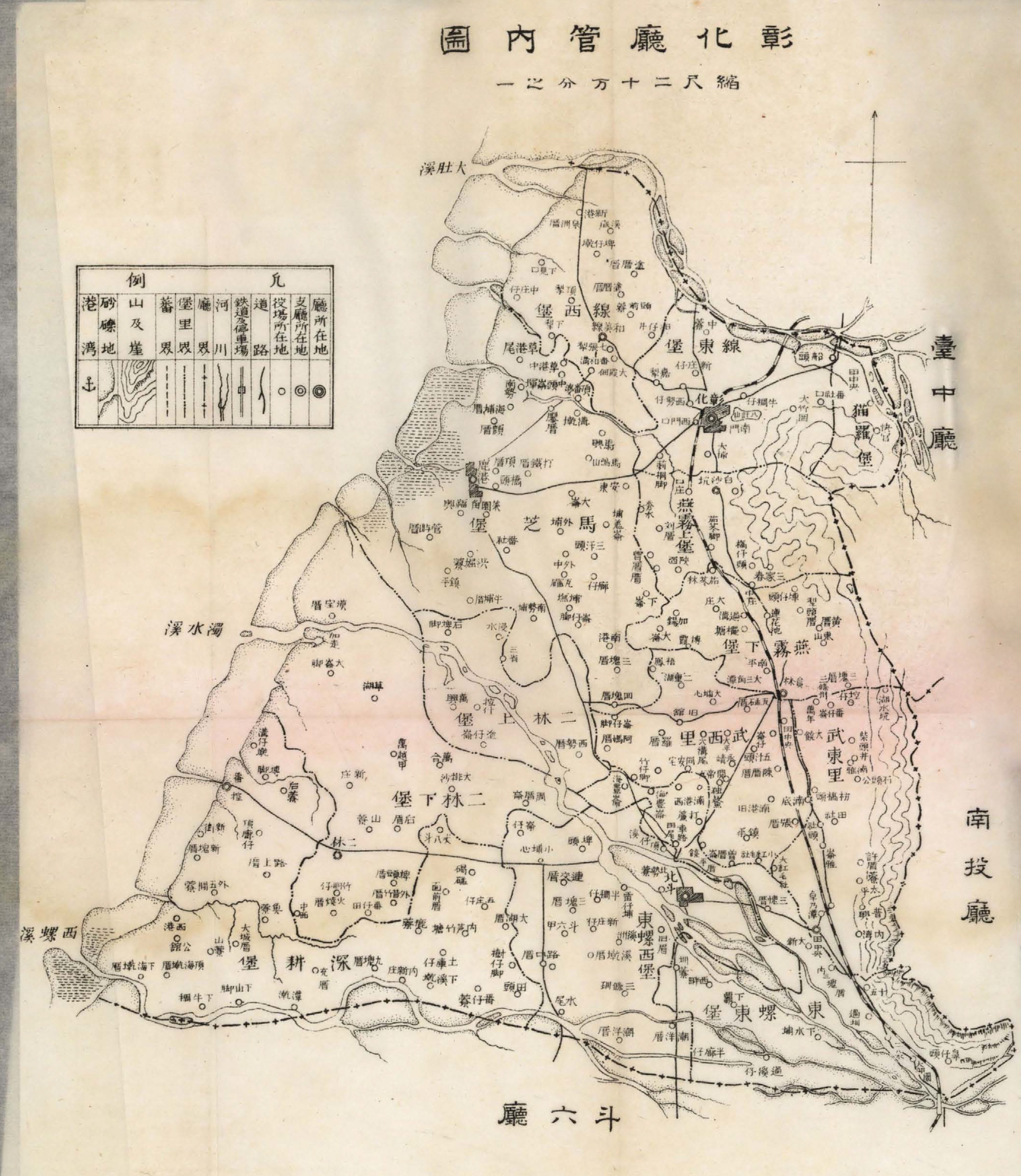
臺灣總督府頒定，通用於 1901 年至 1909 年間的臺灣縣彰化廳區域圖（本圖繪製於1905年），此行政區域尚屬臨時過渡時期，大體延續清制。本圖亦記錄許多清代的古地名可索驥。

### 第二階段
六月十九日，天地會副帥戴彩龍、大將軍鄭玉麟前往燕霧堡一帶發送糧餉，隨行200 餘人，夜宿燕霧下堡大村庄武舉人賴登雲家中（今彰化縣大村鄉）。燕霧上堡橋仔頭庄（今花壇鄉）股首李炎依附天地會，引賊軍至茂才陳宗文宅邸索賄，態度甚為橫逆。茄苳腳庄（今花壇鄉）頭人拔貢生陳捷魁乃私下聯絡燕霧堡二十四庄頭人，密約唐允文、白培英等紳董，共同立誓「效命報國」。
陳捷魁、唐允文、白培英等率領村中壯丁伏擊，鳴鑼擊鼓，引火開銃，天地會眾陣勢大亂，唐允文令眾壯丁包圍，莫使逃逸。是時天落傾盆大雨，天地會火繩、火藥盡濕，眾村丁見敵軍無火器可恃，便上前肉搏相鬥，順利生擒李炎。戴彩龍突破重圍，腳卻被莿竹刺所傷，落得跛足而行，被村丁擒拿。鄭玉麟驍勇善戰，持雙刀斬殺莊丁數人，最終仍寡不敵眾，被刺殺致死。戴如璧趁亂避藏於草岸之內，仍被莊丁搜出。此役，天地會損傷慘重，死者約 250 餘人，佔軍隊十之八九，僅有一、兩成人逃脫，倖免於死。
翌日，陳捷魁率領莊丁曾溪等帶鄭玉麟首級，以及押解戴彩龍、李炎、戴如璧來曾玉明營帳中請賞，其中李炎已被燕霧堡人割去耳、鼻，在曾玉明面前已奄奄一息。曾玉明下令斬首戴彩龍、李炎、戴如璧三人，並頒令凡提來賊首，一顆頭得賞銀二元，庄民遂將賊黨屍首和溺水而亡者悉提來鹿港請賞，共計有 250 餘顆首級。

### 第三階段
六月廿一日，天地會首領戴潮春獲知戴彩龍、李炎等慘死，悲憤交加，遂進攻白沙坑庄興師報復，但白沙坑庄防守嚴密，屢攻不克；六月廿三日，改攻口庄，口庄亦是壁壘堅固，口庄民丁黃南伏身竹圍，率丁追殺五人（一說二人），逼得賊軍棄攻撤退。天地會尚有一隊進攻三家春，但沿途遭遇許多伏襲，又聞白沙坑、口庄接連進攻失利，遂全數撤軍。

## 後續

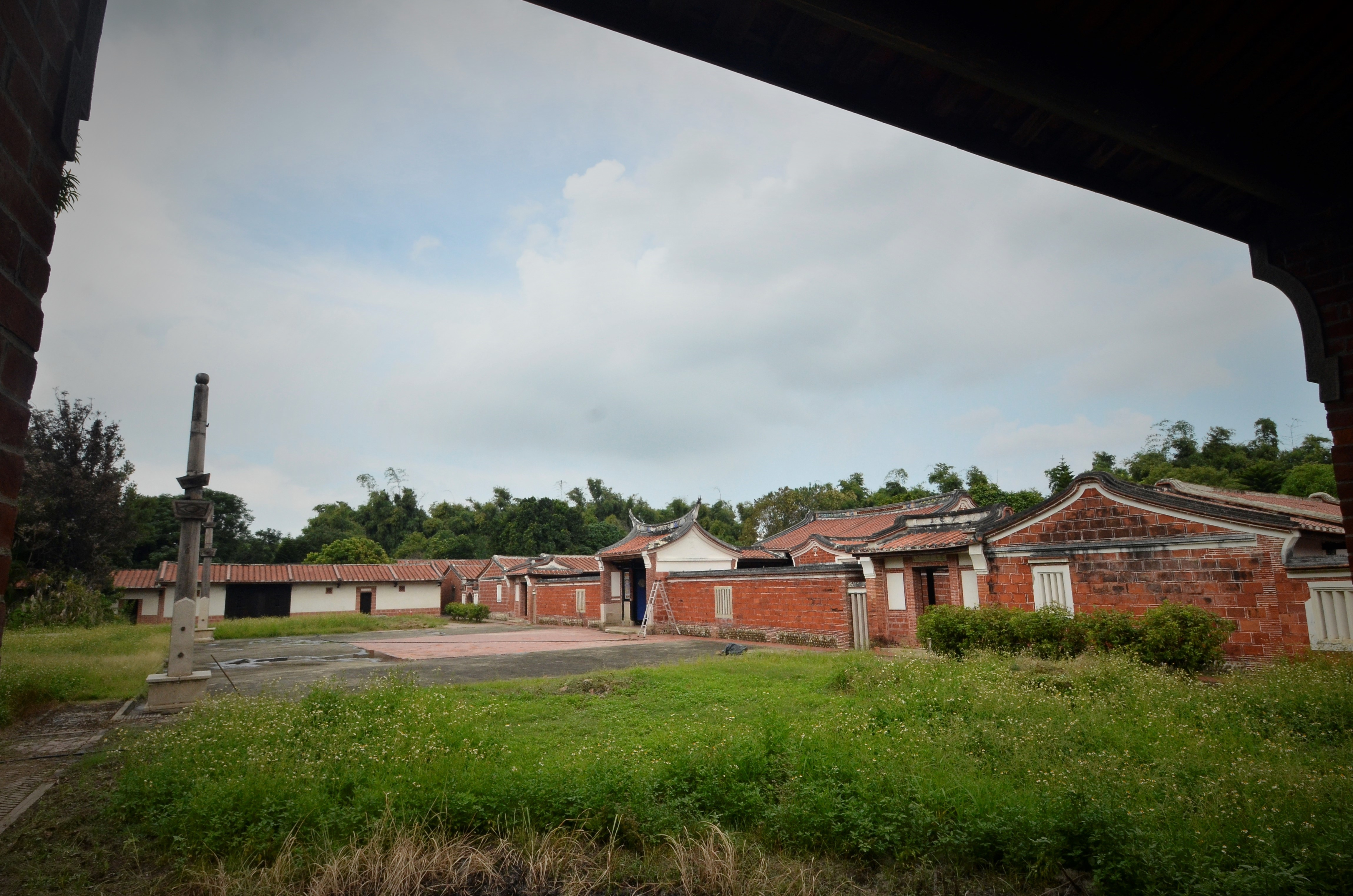
馬興益源大厝，為陳培松家族所有。馬興庄為燕霧二十四庄之一，馬興庄頭人陳培松曾於咸豐年間中過舉人，並於戴潮春事件支持官軍剿匪，後獲「賞戴藍翎五品頂戴」軍功。

此役落幕後，燕霧二十四庄部分村莊原在紅軍、白軍之間搖擺、舉棋不定，但天地會要員戴彩龍（戴雲從）、戴如璧及鄭玉麟悉數葬身此役，天地會對燕霧二十四庄恨之入骨，自此結仇；後天地會（紅旗方）與官軍、燕霧堡民兵（白旗方）便以大岸頭、浦尾為界，而白沙坑、口庄則為官軍通道，佈有嚴陣以防。

## 鹿港聯庄列表
戴潮春事件之中，林豪《東瀛紀事》將「馬芝遴堡」、「線西堡」、「燕霧上堡」、「燕霧下堡」、「武東堡」、「武西堡」區域戰事悉統稱鹿港戰役；鹿港作為臺灣中路彰化縣戰區樞紐，在今彰化縣境內村莊常互有兵糧馳援行動，多由鹿港扮演要角，本表以蔡青筠《戴案紀略》提及，與清軍（白旗）聯手抵禦戴潮春天地會的村莊（領導人多為泉籍），茲列表如下：
| 鹿港聯庄                        | 領導人           | 根據地   | 身份             | 兵勇數量 | 備註               |
| ------------------------------- | ---------------- | -------- | ---------------- | -------- | ------------------ |
| 鹿港本庄                        | 蔡德芳           | 鹿港街   | 舉人、郊商       |          |                    |
| 鹿港本庄                        | 蔡廷元           | 鹿港街   | 貢生             | 400      |                    |
| 鹿港本庄                        | 蔡廷魁           | 鹿港街   |                  |          | 蔡廷元之弟         |
| 鹿港本庄                        | 黃季忠           | 鹿港街   | 富戶             |          |                    |
| 鹿港本庄                        | 林清源           | 鹿港街   | 貢生             |          |                    |
| 鹿港本庄                        | 蔡媽胡           | 鹿港街   |                  |          |                    |
| 鹿港本庄                        | 陳宗潢           | 鹿港街   | 舉人、慶昌號主人 |          |                    |
| 鹿港本庄                        | 陳耀             | 鹿港街   | 嘉寶潭職員       |          | 陳宗潢之子         |
| 鹿港本庄                        | 楊清時           | 鹿港街   | 生員             | 400      |                    |
| 鹿港本庄                        | 施姓家族         | 鹿港街   | 郊商             |          |                    |
| 鹿港本庄                        | 許姓家族         | 鹿港街   | 郊商             |          |                    |
| 鹿港本庄                        | 黃姓家族         | 鹿港街   | 郊商             |          |                    |
| 燕霧二十四庄 （白沙坑二十四庄） | 陳捷魁           | 茄苳腳   | 拔貢生           |          | 燕霧二十四庄大總理 |
| 燕霧二十四庄 （白沙坑二十四庄） | 葉虎鞭（葉保國） |          |                  |          | 原附天地會         |
| 燕霧二十四庄 （白沙坑二十四庄） | 賴登雲           | 大村庄   | 武舉人           |          |                    |
| 燕霧二十四庄 （白沙坑二十四庄） | 白培英           |          |                  |          |                    |
| 燕霧二十四庄 （白沙坑二十四庄） | 唐允文           |          |                  |          |                    |
| 燕霧二十四庄 （白沙坑二十四庄） | 沈炎             |          |                  |          |                    |
| 燕霧二十四庄 （白沙坑二十四庄） | 陳培松           | 馬興庄   | 舉人             |          |                    |
| 燕霧二十四庄 （白沙坑二十四庄） | 陳宗文           | 三家村   | 生員             |          |                    |
| 燕霧二十四庄 （白沙坑二十四庄） | 陳清泉           | 三家村   |                  |          |                    |
| 燕霧二十四庄 （白沙坑二十四庄） | 李炎             | 橋仔頭   |                  |          | 附天地會           |
| 燕霧二十四庄 （白沙坑二十四庄） | 黃開安           | 白沙坑庄 |                  |          | 白沙坑總理         |
| 同安寮十二庄                    | 陳化機（王鹿養） | 同安寮   |                  |          | 同安寮十二庄大總理 |
| 同安寮十二庄                    | 陳捷元（陳越獅） | 牛牯嶺   | 游擊             |          |                    |
| 快官三十五庄 （社口三十五庄）   | 陳大戇           |          |                  |          | 原附天地會         |
| 快官三十五庄 （社口三十五庄）   | 張赤             | 南門口   |                  | 800      | 原附天地會         |
| 快官三十五庄 （社口三十五庄）   | 社口             |          |                  |          |                    |
| 快官三十五庄 （社口三十五庄）   | 張俊標           | 快官庄   |                  |          |                    |